# Nhóm ngôn ngữ Yuin–Kuri
Nhóm ngôn ngữ Yuin–Kuri là một nhóm ngôn ngữ thổ dân Úc, gồm chủ yếu là tử ngữ, hiện diện ở đông nam nước Úc.
Chúng thuộc về ngữ hệ Pama-Nyungar. Nhóm này tách ra làm ba phân nhóm Yuin, Kuri, Yora, dù phân loại chính xác của từng ngôn ngữ còn tuỳ vào nhà nghiên cứu. Người nói ngôn ngữ trong nhóm Yuin–Kuri là cư dân bản xứ ở vùng mà ngày nay là Sydney và Canberra. Hầu hết ngôn ngữ trong nhóm đã biến mất.
Từ "koala" bắt nguồn từ từ gula (cũng có nghĩa là "gấu túi") trong tiếng Dharug, một ngôn ngữ Yuin–Kuri phân nhóm Yora. Từ cùng gốc cũng có mặt trong các ngôn ngữ Yuin–Kuri khác, chẳng hạn gula/gurabun trong tiếng Gundungurra, thuộc phân nhóm Yuin.

## Ngôn ngữ
Theo chiều tây nam-đông bắc, các ngôn ngữ cấu thành là:

### Yuin
Nhóm Yuin (nam) gồm:
- Cụm Tharawal (đều đã biến mất)[5] nói dọc theo South Coast (Nam Duyên Hải) của New South Wales, gồm tiếng Thawa, Dyirringany, Thurga, Tharawal, (có lẽ cả tiếng) Gweagal.
- Nyamudy, từng được nói quanh Canberra
- Ngarigo (Ngarigu)
- Ngunnawal, còn gọi là Gundungurra (Gundungura, Gudungura, Gandangara), từng được nói ở đông nam New South Wales, nơi ngày nay là vùng Yass.

### Nhóm Yora
Bản mẫu:Yuin-Kuric languages map

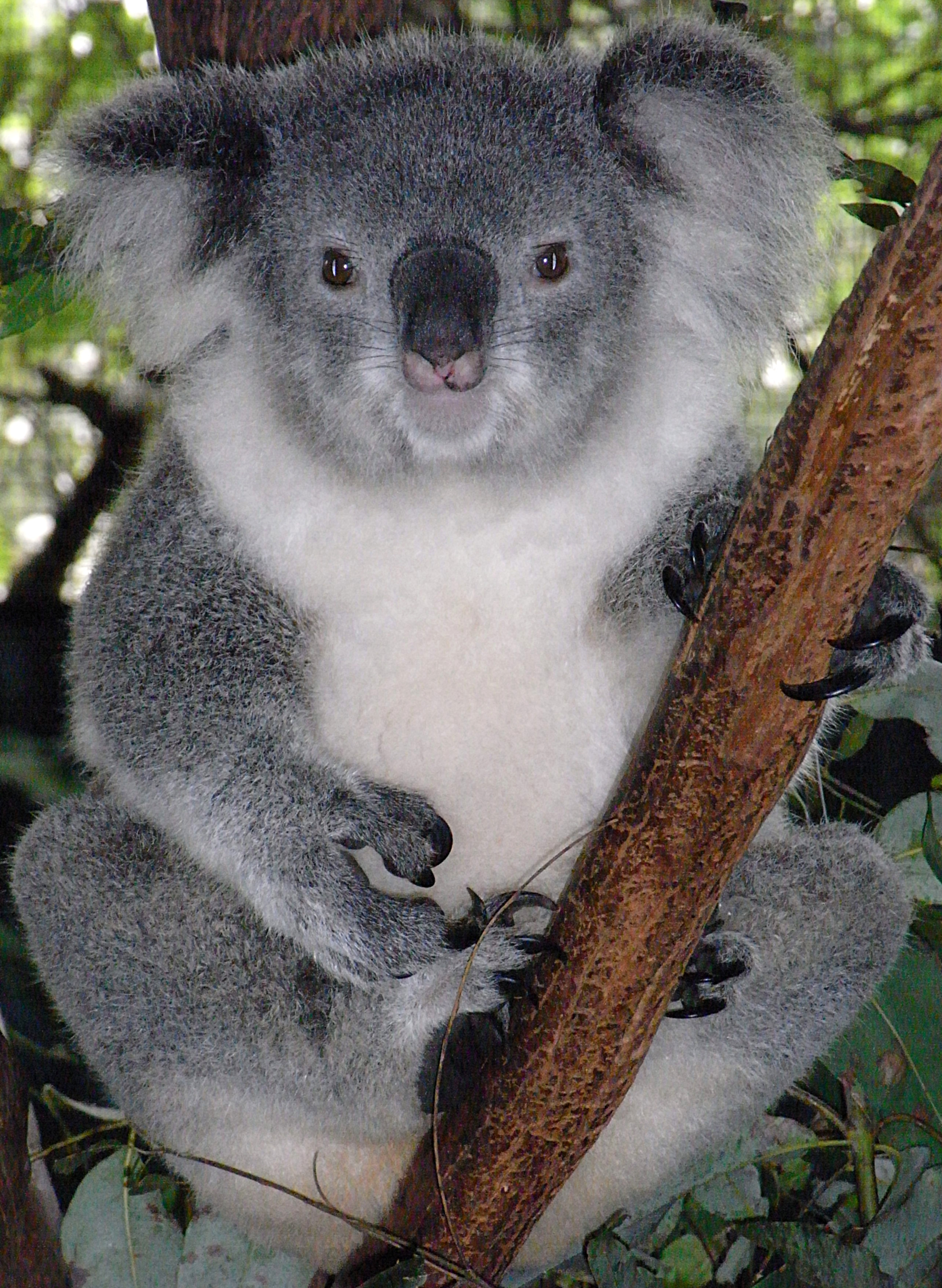
Từ "koala" bắt nguồn từ từ "gula" trong tiếng Dharug.

Dixon công nhận nhóm Yora/Iyora (trung).
- Dharug, còn gọi là tiếng Sydney, là một tử ngữ[5] đang được một số người nỗ lực phục hồi.[7]
- Darkinjung, một tử ngữ.[5]

Từng được nói ở vùng Sydney.

### Nhóm Kuri
Nhóm Kuri (bắc):
- Cụm Worimi: Worimi (Worimi, Katthang, Birrpayi), Awabakal
- Dunghutti

Những ngôn ngữ một thời xếp vào nhóm này gồm Yugambal, Yuggarabul (Yuggera), Nganyaywana (Anaiwan).

## So sánh
Bản phục dựng tiếng Dharug của Jeremy Steele bao gồm một bản so sánh đại từ nhân xưng trong một số ngôn ngữ Yuin-Kuri.
| Ngôn ngữ    | Phân nhóm | Tôi                 | Bạn            | Anh ta     | Hai chúng ta | Hai chúng tôi  | Chúng ta                |
| ----------- | --------- | ------------------- | -------------- | ---------- | ------------ | -------------- | ----------------------- |
| Gundungurra | Yuin      | gula-ngGa, gula-nga | gulandyi       | dhanaladhu | gulanga      | gulangala(ng)  | gulanyan, gulambanya(n) |
| Tharawal    | Yuin      | ngayagang(ga)       | nyindigang     | namarang   | ngulgang     | ngangaling(ga) | nyulgang(ga)            |
| Awabakal    | Kuri      | ngaduwa             | nginduwa       | nyuwuwa    | bali         | balinuwa       | ngiyin                  |
| Darkinjung  | Yora      | ngaya               | nyindi, ngindi | nuwa       | ngaliya      | ngungaliya     | ngiyang                 |
| Dharug      | Yora      | ngaya               | nyindi, ngindi | nanu       | ngali        | —              | —                       |